# Broncia Koller-Pinell
Broncia Pineles (later Koller-Pinell) (Sanok, 25 februari 1863 – Oberwaltersdorf (Wenen), 26 april 1934) was een Oostenrijkse kunstenares. Koller-Pinell was gespecialiseerd in expressionisme en Frans-modernisme en was lid van Gustav Klimts Secessionbeweging.

## Jeugd
Broncia was een van de vijf kinderen van orthodox-Joodse ouders Klare en Saul Pineles. Haar vader was een architect van militaire vestingwerken en verhuisde in 1870 met de familie naar Wenen. Hij overleed in 1903. Het was een welgesteld en goed onderwezen gezin. Broncias broer, Dr. Stanislaus Pineles, was advocaat en docent aan de Universiteit van Wenen. Haar andere broer Friedrich Pineles, met wie ze haar hele leven close bleef, was onderzoeker in zenuwaandoeningen en werd arts in het Wiener Allgemeine Krankenhaus, later werd hij directeur van het Franz-Jozefs Ambulatorium. Friedrich had als bijnaam "Zemek" (Pools voor aardemens, of Erdmensch) en leefde van 1868 tot 1936.
Ondanks dat Broncia talent had in dans en welbespraaktheid, was het al van kind af aan haar droom om kunstenares te worden. Haar familie steunde haar wensen al vroeg. Toen Broncia achttien jaar oud was ging ze dan ook privéles volgen bij de beeldhouwer Joseph Raab in Wenen. Na zijn dood in 1883 ging zij verder leren onder de schilder Alois Delug (1859-1930). Op negentienjarige leeftijd reisde Broncia verder naar München om daar voor vijf jaar intensief verder te studeren in de ateliers van Ludwig Heterich (1856-1932) en Ludwig Kühn (1859-?). Ook maakte zij een uitstapje naar Parijs, waar ze vertrouwd raakte met de Franse modernistische kunst.

## Carrière
In 1888 begon Koller-Pinell te exposeren op de Internationale Kunsttentoonstelling van Wenen. Haar eerste succesvolle tentoonstelling was in 1892 in het Künstlerhaus in Wenen, waar ze een stilleven tentoonstelde. In 1893 had ze haar tweede succesvolle tentoonstelling in de Glaspalast in München. In datzelfde jaar stuurde ze een werk naar de Columbian tentoonstelling in Chicago. Ook in 1894 het ze succes met een tentoonstelling in het Kunstverein in Leipzig. Vanaf toen exposeerde ze haar werk voortdurend tijdens haar leven. In 1899 had ze een eenmanstentoonstelling in de Dürer Verein (een vereniging van jonge kunstenaars en academici), die op 2 december 1899 in het dagblad Fränkischer Kurier Nürnberg uitgebreid werd besproken. Tegen de tijd dat ze 36 jaar oud was (1899), was ze een volwassen kunstenares met een veilige professionele identiteit.
In 1903 vestigde het gezin zich in Wenen en nam actief deel aan de kringen rond de Wiener Werkstätte en de Secession-beweging. Dit was de belangrijkste Weense beweging van moderne kunst, geleid door Gustav Klimt.
Nadat Koller-Pinell en haar man in 1906 tijdelijk uit Wenen waren verhuisd, schreef ze zich in voor les aan de Kunstacademie voor Vrouwen en Meisjes. Verder schilderde ze dat jaar vaak samen naaktmodellen met haar partner Heinrich Schröder in een gedeeld atelier.
Koller-Pinell had vooral nauwe banden met de Klimt-groep en exposeerde met hen in 1908 en 1909 in de Kunstschau en in 1911 in de toonaangevende Galerie Miethke in Wenen. Toen Koller-Pinell eenmaal een volwaardig lid van de Klimt-groep was geworden, werd er veel geëxposeerd: in 1910 exposeerde ze samen met twintig leden van de Klimt-groep op de Internationale Jachttentoonstelling in de Prater.
In 1913 werd ze lid van de Bund österreichischer Künstler, opgericht door Klimt, Koloman Moser, Josef Hoffmann en anderen. Ze was buiten dit ook een van de oprichters van Die Neue Secession. De kunstenaars hergroepeerden zich al snel en in september 1918 werd een nieuwe kunstenaarsvereniging opgericht door Koller-Pinell, Ernst Wagner en Gustav Nebehay. Nebehay was officieel de voorzitter, maar het was Koller die de constante was. Nebehay had de eerste tentoonstelling van de Sonderbund-groep nooit geregistreerd, hij was dat vergeten, dus het bestond in de hoofden van de kunstenaars, maar niet officieel in de burgerlijke stand. De tweede tentoonstelling van de Sonderbund heette dan ook Die erste Ausstellung des Sonderbundes. Niet te verwarren met de Sonderbund Westdeutscher Kunstfreunde und Künstler.
Door de jaren 20 heen bleef Koller-Pinell exposeren met verschillende kunstgroepen en haar kunst kwam regelmatig langs in het Künstlerhaus Wien en het Glaspalast in München. Eind jaren 20 was Koller-Pinell onderdeel van de eerste en vijfde tentoonstelling van vereniging Wiener Frauenkunst.
Door haar artistieke inspanningen en succes in openbare kunsttentoonstellingen was Koller-Pinell een grote speler in de kunstwereld. Ze nam deel aan het artistieke debat, werd geïmiteerd door een groot aantal jongere (mannelijke) kunstenaars en haar werk werd tentoongesteld in de elite-locaties voor de modernistische kunstenaars van Wenen.

## Gezin en privéleven
In 1896 trouwde Broncia op haar drieëndertigste, ondanks het bezwaar van haar familie, met de katholieke Hugo Koller (1867-1942), een van de belangrijkste Weense kunstbegunstigers die jonge kunstenaars steunde. Hij werd opgeleid tot arts, maar werd een prijswinnend fysicus en directeur van industriële concerns. De Kollers verhuisden naar Gölling bei Hallein waar ze van 1896-1898 woonden in de Kletzlhof, een klein kasteel. Hugo werkte hier als de hoofdchemicus van de cellulosefabriek daar. Erna verhuisden ze van 1898 tot 1903 naar Neurenberg, waar Hugo een baan als directeur in een fabriek aangeboden had gekregen. Hier werden beide kinderen van de Kollers, Rupert en Silvia, geboren. De familie vestigde zich in 1903 in Wenen. De kinderen werden opgevoed als katholieken, hoewel Broncia zich niet bekeerde. Broncia Koller bleef haar hele leven trouw aan haar religie, zelfs in een tijd van toenemende spanning: toen rellen en antisemitische demonstraties gebruikelijk waren, en toen Jodenhaat een onderdeel van de politiek was geworden.
Het eerste apparteent van de Kollers was in Wenen, echter toen Broncia's vader stierf, wilde geen van de kinderen zijn fabriek overnemen in Oberwaltersdorf. Hugo kocht het pand met prijzengeld dat hij had gewonnen uit Londen voor een ontdekking die hij deed in de natuurkunde. Zodoende werd Oberwaltersdorf de vaste woonplaats van het gezin.
Het huwelijk en het huishouden waren harmonieus: de Kollers waren zo aantrekkelijk dat tiener (later beeldhouwer) Anna Mahler, de dochter van de componisten Gustav Mahler (1860-1911) en Alma Mahler Werfel (1879-1964), zich aangetrokken voelde tot hen als een tweede groep ouders. Anna's leven werd gekenmerkt door eeuwige rusteloosheid, misschien opgeroepen door het onstabiele leven van haar losbandige moeder. De jonge Anna voelde zich verloren en greep de eerste kans om te ontsnappen. In de herfst van 1920 ontmoette ze Rupert Koller, de zoon van de Kollers. Ze trouwde met hem toen ze nog maar zestien was en gaf later toe dat ze alleen trouwde met hem omdat ze het leuk vond om deel uit te maken van het gezin. Het huwelijk duurde minder dan een jaar en Anna keerde terug naar haar moeder, om kort daarna een nieuw leven in Berlijn te zoeken. Broncia schreef aan Rupert een brief waarin ze Alma (Anna’s moeder) beschuldigd in de manier waarop ze het huwelijk zo licht opvatte: Anna heeft niet geleerd te vechten voor het huwelijk. Het mislukte huwelijk werd omgezet in een toneelstuk van Franz Werfel, dat Broncia diep ongelukkig maakte over de ongevoeligheid van deze openbare enscenering en de intriges van Alma.
Broncia had een speciale band met Lou Andreas-Salomé, die ze had ontmoet op een feestje bij Marie Lang thuis. Een paar dagen later bezocht Lou Broncia in haar atelier. Lou werd een van Broncia's beste vriendinnen, en haar broer Friedrichs minnares voor twaalf jaar. Toen Broncia en haar man Hugo elkaar het hof maakten, deden Lou en Friedrich dat ook. Het viertal bracht veel tijd samen door met reizen en wandelen in het bos. Gedurende deze tijd werd Lou zwanger van het kind van Friedrich en verloor toen de baby. Volgens sommige verhalen bemoeide Broncia's moeder zich ermee. Dit kwam omdat Lou nog steeds wettelijk getrouwd was, en omdat de voormalige minnaar van Lou zelfmoord had gepleegd. Ondanks de gemoederen bleef Broncia behulpzaam en ondersteunend voor zowel haar broer als Lou. Lou Andreas-Salomé was de liefde van Friedrichs leven geweest, hij is nooit getrouwd geweest.
Ten tijde van de roerige jaren 20 moesten ook de Kollers, ondanks hun welgesteldheid, hun financiën heroverwegen. Hugo moest in 1920 zijn kantoren in Wenen liquideren en Broncia moedigde Silvia aan om haar werk in 1923 te verkopen en om na te denken over het verdienen van de kost. Ondanks dat ze zelf niet zonder financiële zorgen was, betaalde ze toch kunstenaars op voorhand, waardoor ze zich profileerde als beschermheer van de kunsten. Dit was zeer typerend voor kunstenaars die zich deel van een gemeenschap voelden.
Vanwege haar rijkdom, opleiding en onafhankelijke geest, was Broncia in staat om op haar eigen voorwaarden te leven. Haar huis was, voor haar en vele andere kunstenaars van Wenen in die tijd, een heilige retraite, haar eigen perfecte wereld. Zij merkte dit op in een brief aan haar man: "Maar mijn huis is als een tempel. Rust en stilte omringen mij hier. Moge God het bewaren, dat is mijn wens."
Op de helft van 1933 begon Broncia steeds meer te worstelen met haar gezondheid. Ze overleed op 26 april 1934 aan eierstokkanker thuis in haar appartement in Wenen. Vier jaar na Broncia's dood, werd bij de Heldenplatz in Wenen Hitler ontvangen door massa’s juichende mensen. Broncia was altijd optimistisch gebleven over het groeiende antisemitisme in haar tijd. Na 1938 leefden haar kinderen Silvia en Rupert een onzeker, afgezonderd leven in Oberwaltersdorf als half-Joden. Zij zorgden voor hun vader Hugo die niet Joods was. Dit deden zij tot zijn dood in 1948. Rupert was banddirigent en Silvia schilderes zoals haar moeder.

## Salons
De Kollers, en vooral Broncia, ontvingen graag opmerkelijke kunstenaars en denkers in hun levendige salons. Kunstenaars, zoals Josef Hoffmann (1831-1904), Kolo Moser (1868-1918) en Gustav Klimt (1862-1918), maar ook filosofen, architecten en geleerden verzamelden zich bij hen thuis. Dit was met name in hun huis in Oberwaltersdorf, maar enkele keren ook in haar appartement in Wenen. Koller-Pinell was ook graag gastvrouw voor componisten en zangers. Hun woonplaats Oberwaltersdorf werd een middelpunt voor invloedrijke mensen: gasten die er vaak verbleven waren Lou Andreas-Salomé (haar beste vriendin), Heinrich Schröder (Broncia's partner voor wie de Kollers zorgde voor een studio en leefruimte) en, later in haar leven, Egon Schiele. Verder nodigde Koller-Pinell graag de grote feministische theoretici van die tijd uit: Rosa Mayreder, Marie Lang en Julie Schlesinger, waar ze tevens ook goed bevriend mee was. Zo bleef Koller-Pinell in contact met de beste kunstenaars en artiesten. Naast vergaderingen in cafés waren Koller-Pinells huizen de plaats waar tentoonstellingsplannen werden besproken en groepen werden gevormd. Zodoende stond Koller-Pinell in het middelpunt van de groep, niet als beschermheer, maar als kunstenaar, organisator, consensusbouwer en lid van verschillende kunstcommissies.

## Kunst
Ondanks haar artistieke prestaties bestempelden haar critici en zelfs haar vrienden haar met het stigma dat ze gewoon "de getalenteerde vrouw van een prominente echtgenoot" was. Zoals andere (Joodse) vrouwelijke kunstenaars van haar tijd, zat Koller-Pinell gevangen in de traditionele vrouwelijke rol. Haar artistieke creativiteit werd vaak namelijk alleen getolereerd gezien haar maatschappelijke positie. Het idee dat een vrouw een getalenteerd kunstenaar en daarbij ook moeder en societyvrouw was, was volledig vreemd in die tijd. Zelfs toen ze in de jaren tachtig werd herontdekt, werd ze beschreven als een "schilderende huisvrouw" in een nieuwsbericht over de eerste museumtentoonstelling van haar werk.
Haar artistieke ontwikkeling werd stilistisch beïnvloed door Klimt, maar ze speelde ook in op internationale, vooral Franse, trends. Thematisch concentreerde ze zich op landschap, stilleven, genre en portretten, maar ze schilderde ook herhaaldelijk religieuze thema's.
Koller-Pinell werd erkend als de vroegste en meest duurzame vertolker van het Franse modernisme in Oostenrijk. Ze ontwikkelde haar eigen persoonlijke Fauvisme: als kritisch modernist vertolkte de klassieke elementen van de modernistische kunst, die terug worden gebracht tot schilderen, canvas en model. Toen ze experimenteerde met secessionistische composities, behield ze haar eigen signatuur van een borstelig verfoppervlak.
De eerste postuum tentoonstelling van Koller-Pinells werk vond plaats in 1961, dit was volledig te danken aan de inspanningen van haar dochter Silvia met de herdenkingstentoonstelling Broncia Koller. 1863-1934. Het werd gehouden bij een staatsdrukkerij, zonder dat kunsthistorici deelnamen. Pas in 1980 zou een Oostenrijks museum haar werk in een eenpersoonstentoonstelling tentoon stellen, zoals hierboven benoemd.
In 1991 vond een solotentoonstelling “Broncia Koller-Pinell” plaats bij Kunsthandel Hieke onder leiding van de kunsthistoricus en kunsthandelaar Dr. Ursula Hieke.  In 1991 toonde het Joods Museum Wenen haar werk onder de titel Broncia Koller-Pinell. Een schilderes in de pracht en praal van de Weense eeuwwisseling.
In 2024 presenteerde het Belvedere in Wenen de solotentoonstelling “Broncia Koller-Pinell. Een kunstenaar en haar netwerk”.

## Selectie werken

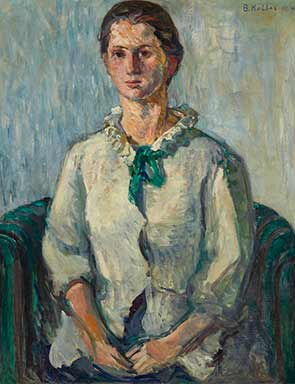
Portret Silvia Koller

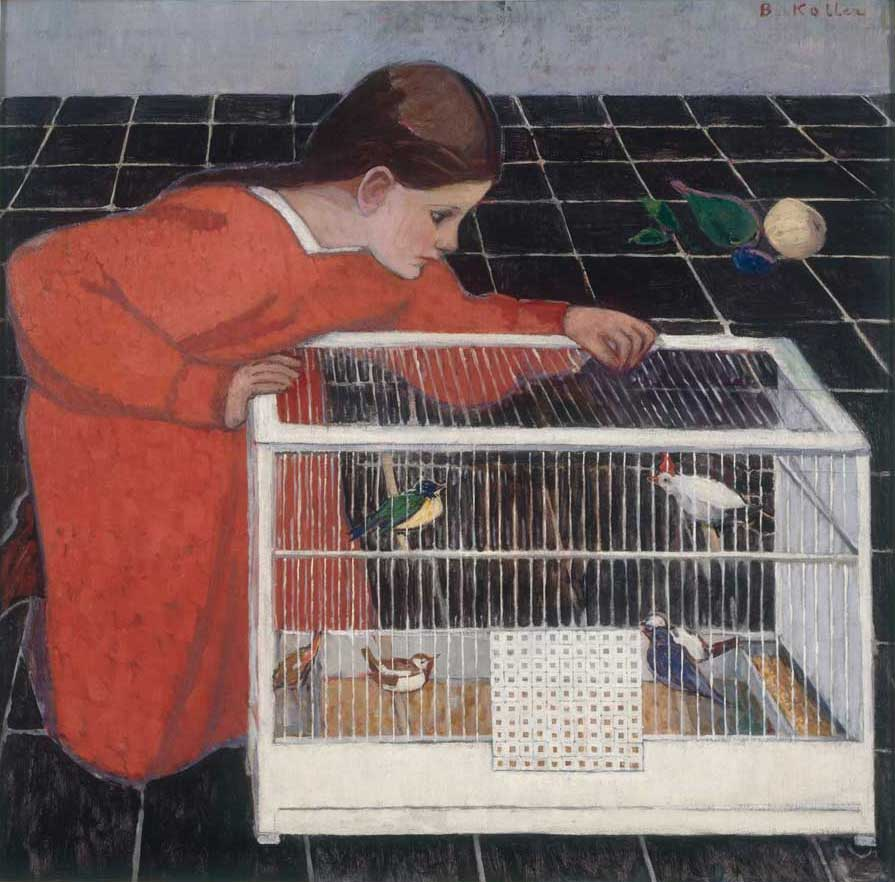
de Vogelkooi

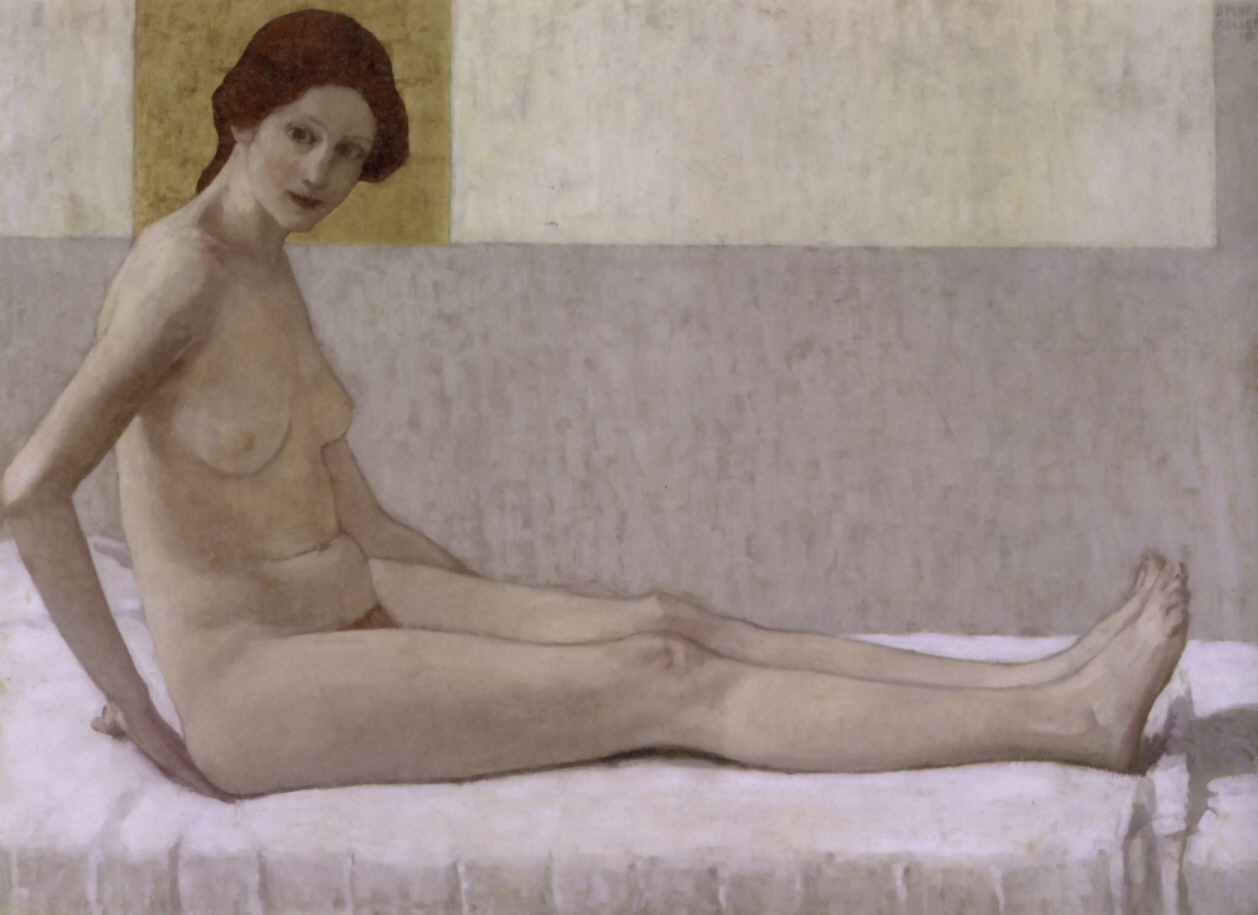
Zittende vrouw

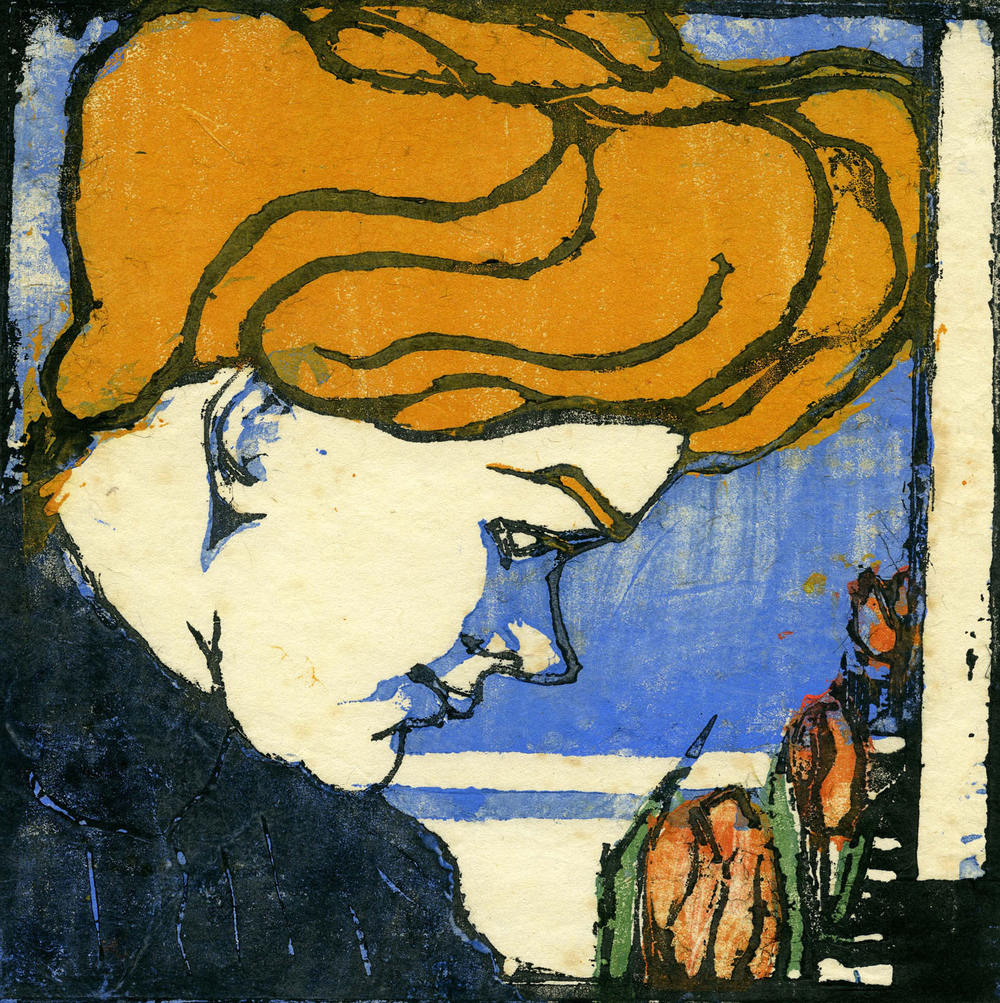
Meisje met het rode haar

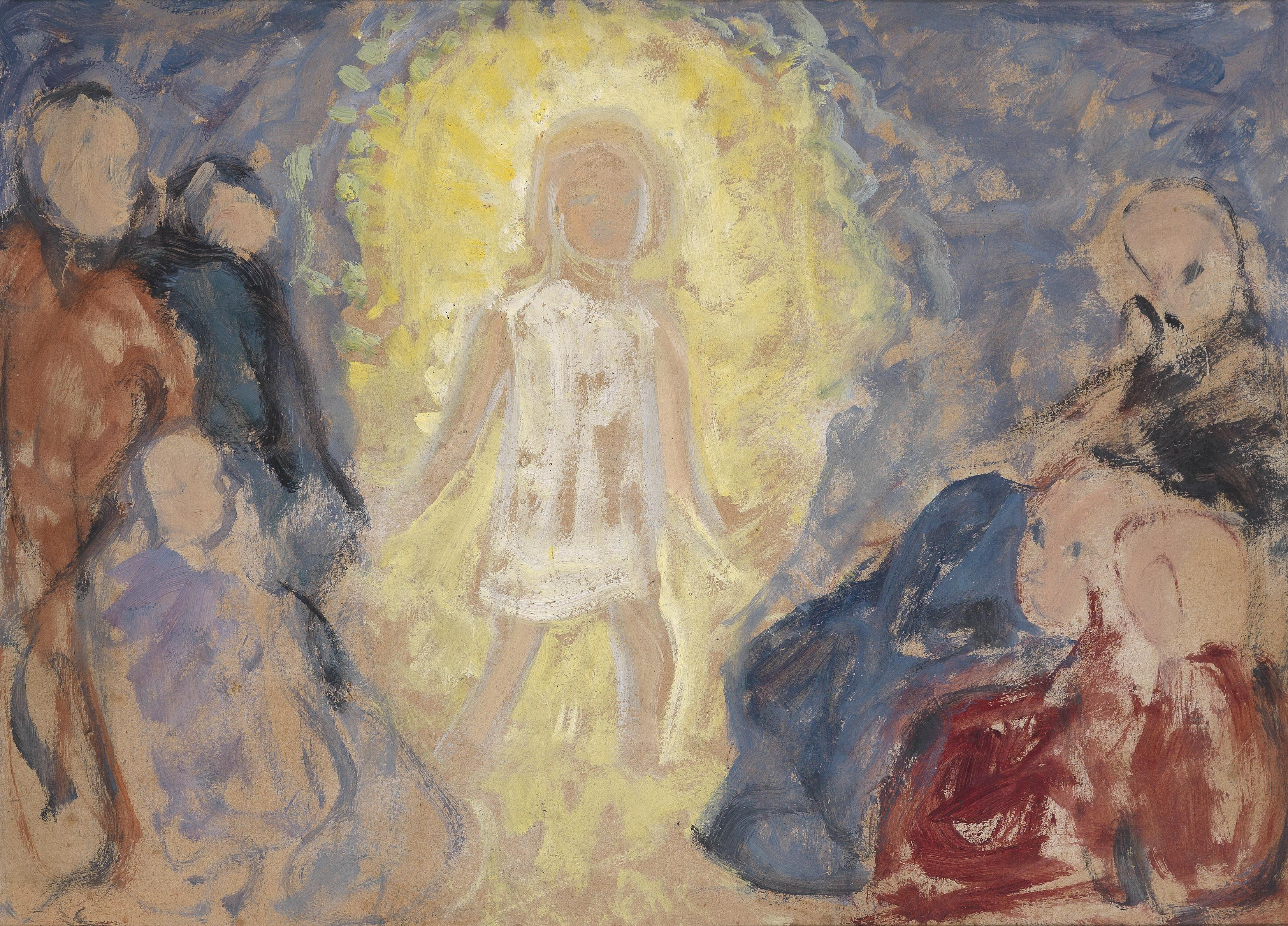
de Verschijning

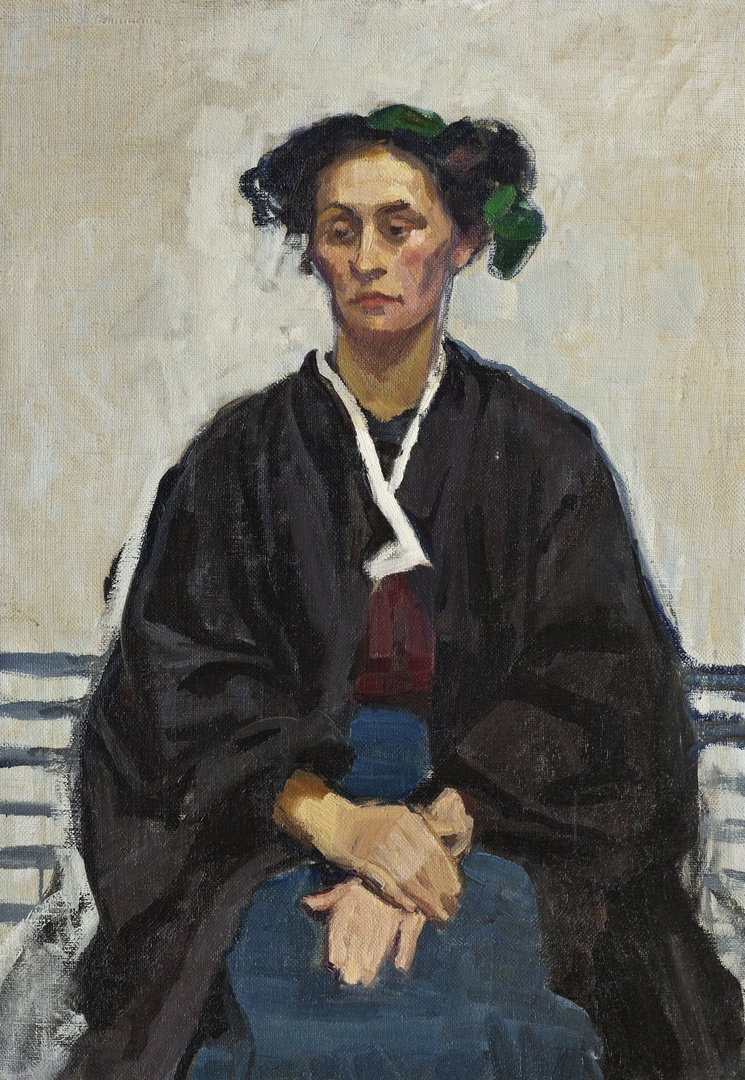
Zelfportret Broncia

- Gemeinsame Normdatei: 119152444
- International Standard Name Identifier: 0000 0000 6678 3221
- Library of Congress Control Number: n82085057
- MusicBrainz: 0c4068ef-5257-4690-b303-2705be84410c
- Nationale Bibliotheek van Tsjechië: mub20241237627
- Nationale Bibliotheek van Israël: 987007419575405171
- RKD-Nederlands Instituut voor Kunstgeschiedenis: 222682
- Système universitaire de documentation: 126904235
- Union List of Artist Names: 500005937
- Virtual International Authority File: 64811184
- WorldCat: E39PBJvMy7wCxcjCgg8xcTbcfq